# Psilochorema cheirodes
Psilochorema cheirodes là một loài Trichoptera trong họ Hydrobiosidae. Chúng phân bố ở miền Australasia.